# Livio Roncoli
Livio Roncoli (Bergamo, 4 agosto 1931 – Lovere, 24 luglio 2013) è stato un calciatore e allenatore di calcio italiano, di ruolo difensore.

## Biografia
Era laureato in farmacia.
Era cognato di Giulio Corsini, anch'egli ex-calciatore atalantino.
È stato un difensore, un terzino di buon livello, soprannominato il farmacista perché laureato in tale disciplina. Uno dei pochi giocatori a raggiungere un simile traguardo per l'epoca. Non giocò la Finale di Coppa Italia del 1963 a causa di un infortunio e fu costretto in panchina per tutta la durata della partita. Una volta appese le scarpe al chiodo si dedicò alla professione di farmacista.
Affetto da tempo da una malattia incurabile, è morto il 24 luglio 2013 all'età di 81 anni a Lovere, nella casa di cura dov'era ricoverato da mesi.

## Carriera
Fa parte di tutte le squadre giovanile dell'Atalanta e vince il campionato riservato alla  categoria Ragazzi, poi divenuto il Campionato Primavera, nel 1949. La stagione successiva debutta in Serie A con la maglia nerazzurra e da quel momento vive quattordici anni di professionismo, sempre con la maglia dell'Atalanta, trascorsi quasi integralmente in Serie A (l'unica eccezione è costituita dalla Serie B 1958-1959, campionato peraltro vinto). Dopo che l'Atalanta vince la finale di Coppa Italia nel 1962-1963 contro il Torino, si ritirò.
In tutti i quattordici anni di professionismo raccolse 277 presenze con la maglia nerazzurra (di cui 239 in Serie A e 38 in Serie B nel vittorioso campionato 1958-1959), che lo rendono l'unico giocatore bergamasco ad aver cominciato e terminato la carriera con la maglia nerazzurra (oltre mezzo secolo dopo, identica impresa riuscirà anche a Gianpaolo Bellini, professionista per 18 anni con l'Atalanta dopo 12 anni di settore giovanile sempre nel club orobico).
Dopo il ritiro, parallelamente all'attività di farmacista (per la quale si era ritirato dal calcio professionistico) dal 1976 al 1978 ha allenato i bergamaschi della Brembillese (con cui ha anche vinto un campionato di Prima Categoria).

## Palmarès

### Giocatore

#### Competizioni nazionali
- Coppa Italia: 1

Atalanta: 1962-1963
- Campionato italiano di Serie B: 1

Atalanta: 1958-1959

#### Competizioni giovanili
- Campionato Ragazzi: 1

Atalanta: 1948-1949

### Allenatore

#### Competizioni regionali
- Prima Categoria: 1

Brembillese: 1976-1977 (girone B)